# Еллісон-Парк (Пенсільванія)
Еллісон-Парк (англ. Allison Park) — переписна місцевість (CDP) в США, в окрузі Аллегені штату Пенсільванія. Населення — 21 864 особи (2020).

## Географія
Еллісон-Парк розташований за координатами 40°34′23″ пн. ш. 79°57′37″ зх. д. / 40.57306° пн. ш. 79.96028° зх. д. (40.573063, -79.960264).  За даними Бюро перепису населення США в 2010 році переписна місцевість мала площу 35,84 км², уся площа — суходіл.

## Демографія
Згідно з переписом 2010 року, у переписній місцевості мешкали 21 552 особи в 8724 домогосподарствах у складі 5966 родин. Густота населення становила 601 особа/км². Було 9177 помешкань (256/км²).
Расовий склад населення:
| - 94,4 % — білих - 3,1 % — азіатів - 1,5 % — чорних або афроамериканців - 0,1 % — корінних американців |

До двох чи більше рас належало 0,8 %. Частка іспаномовних становила 0,9 % від усіх жителів.
За віковим діапазоном населення розподілялося таким чином: 21,7 % — особи молодші 18 років, 59,2 % — особи у віці 18—64 років, 19,1 % — особи у віці 65 років та старші. Медіана віку мешканця становила 44,8 року. На 100 осіб жіночої статі у переписній місцевості припадало 91,3 чоловіків;  на 100 жінок у віці від 18 років та старших — 87,9 чоловіків також старших 18 років.
Середній дохід на одне домашнє господарство  становив 101 287 доларів США (медіана — 76 588), а середній дохід на одну сім'ю — 124 615 доларів (медіана — 97 672). Медіана доходів становила 73 185 доларів для чоловіків та 47 048 доларів для жінок. За межею бідності перебувало 5,7 % осіб, у тому числі 7,5 % дітей у віці до 18 років та 6,9 % осіб у віці 65 років та старших.
Цивільне працевлаштоване населення становило 11 216 осіб. Основні галузі зайнятості: освіта, охорона здоров'я та соціальна допомога — 29,5 %, науковці, спеціалісти, менеджери — 13,5 %, роздрібна торгівля — 12,1 %, фінанси, страхування та нерухомість — 11,0 %.